# Friedrich Gottlieb Zoller
Friedrich Gottlieb Zoller (* 3. Dezember 1717 in Leipzig; † 22. Mai 1782 ebenda) war ein deutscher Rechtswissenschaftler.

## Leben
Sein Vater war der königlich-polnische und kurfürstlich-sächsische Hofrat sowie Leipziger Ratsherr Johann Friedrich Zoller. Seine Mutter war dessen Frau Dorothea Sohia, geb. Kellner. Nach anfänglichem Privatunterricht besuchte er die Nikolaischule in Leipzig, wechselte von dort an die kurfürstlich sächsische Landesschule Schulpforta und begann dann ein Studium an der Universität Leipzig. Neben Vorlesungen an der philosophischen Fakultät hatte er sich unter anderem bei Johann Florenz Rivinus, Gottfried Ludwig Mencke der Jüngere und Gottlob Rivinus vor allem auf ein Studium der Rechtswissenschaften konzentriert. Dies absolvierte er am 18. April 1743 mit der Inaugurationdissertation De actionibus utilibus unter Gottlieb Wilhelm Dinkler mit der Promotion zum Doktor der Rechte.
Er hielt dann Vorlesungen und war als Anwalt tätig. 1748 habilitierte sich Zoller an der Leipziger Hochschule. 1749 wurde er außerordentlicher Professor an der juristischen Fakultät und 1752 ordentlicher Professor des sächsischen Rechts. 1756 wurde er  Professor mit dem Titel Verborum Signif. Et Reg. Jur. und damit verbunden Beisitzer der Juristenfakultät. 1763 stieg er zum Professor der Institutionen auf. 1765 wurde er Professor der Pandekten, 1767 Professor des Kodex und 1776 Senior der juristischen Fakultät. Er war mit seinem Aufstieg Domherr in Merseburg, Beisitzer des Oberhofgerichts und Decemvir der Universität gewesen. Zudem hatte sich Zoller auch an den organisatorischen Aufgaben der Leipziger Hochschule beteiligt und war im Wintersemester 1779 Rektor der Alma Mater.

## Werke
- Diss. de actionibus. Leipzig 1743
- Diss. de vero fundamento contractus chirographarii. Leipzig 1744
- Diss. sistens interpretationem I. Cum focietas, 69 D. pro socio. Leipzig 1744
- Diss. de interpretatione iuramentl praestiti, lecundum intentionem eius, cui iuratur, non suscipieuda. Leipzig 1745
- Diss. de lege sibi dicta, ad L. 72 de leg. 3. Leipzig 1745
- Diss. de ritu testandi ex statuto Gorlicensi. Leipzig 1746
- Diss. de moderamine inculpatae tutelae adultero competente. Leipzig 1748
- Diss. de dispositione paterna inter liberos; quae post obitum patris ab uno ex filiis profertur, valida. Leipzig 1748
- Diss. de iure mortuorum. Leipzig 1749
- Progr. interpretationem L. 103. §. 2. D. de leg. 3. sistens. Leipzig 1749
- Diss. de potestate disponendi ultima voluntate circa Geradam in praeiudicium Fisci. Leipzig 1751
- Diss. de renunciatione hereditatis a filia iurato facta, ob enormem laesionem rescindenda. Leipzig 1752
- Progr. de sententia Ulpiani L. 6. §. 2. D. Quae in fraudem creditorum etc eiusque iure Saxonico facta correctione. Leipzig 1752
- Diss. Nonnulla de diverso praescriptionis iuris civilis effectu sistens. Leipzig 1753
- Progr. de remissione cautionis, circa legata ex die relicta. Leipzig 1756
- Progr. de quaestione: Utrum, existente concrsu creaicorum, creditores locationem a debitore celebratam servare teneantur?  Leipzig 1757
- Diss. de poena venefìcii attentati, quamvis irreparabile inde oriatur damnum, ad mortem non extendenda. Leipzig 1761
- Diss. de debitis hereditariis ab heredibus bonorum tam mobilium, quam immobilium exsolvendis, nullo babito discrimine, utrum sint realia, vel personalìa? Leipzig 1761
- Diss. de fìlia propria bona possidente ad petitionem dotis ex feudo non admittenda. Leipzig 1763
- Diss. de executoribut ultiuiarum voluntatum. Leipzig 1763
- Progr. de nullitate pacti inter emtorem et venditorem respectu onerum publicorum initi. Leipzig 1763
- Diss. de quaestione: An ob errorem transactìo rescindi possìt?  Leipzig 1765
- Diss. de iure conferendi. Leipzig 1765
- Diss. Quaestiones sìngulares circa dotem obvenientes. Leipzig 1765
- Progr. An sub notione liberorum in materia fideicommissorum comprehendantur nepotes ?   Leipzig 1765
- Diss. de quaestione : An stuprata in concursu creditorum dotem et alimenta infantis petere possiti. Leipzig 1766
- Diss. de quaestione: An pater vi patriae potestatis bona immobilia liberorum sine decreto Magistratus alienare possìt? Leipzig 1766
- Diss. de numero, non pondere spectando in materia signata. Ad L. 6. D. de R. V. Leipzig 1766
- Diss. de Magistratu male procedente, fidem publicam violante, eiusque poena. Leipzig 1766
- Diss. de quaestione: An dotalitium, si foemina ad secunda vota transeat, exspiret?   Leipzig 1766
- Diss. de quaestione : An intercessio, foeminae post mortem mariti sine iuramento facta valeat? Leipzig 1767
- Diss. de quaestione : Utrum ex cambio, probata versione in rem, contra debitorem, qui nondum superavit annum vicesimum quintum aetatis, cum effectu agi possit ? Leipzig 1767
- Diss. de quaestione : Ex quo tempore usurae conferendorum sint pendendae? Leipzig 1767
- Diss. de quaestione : An ufusfructus peculii adventitii liberorum, si pater bonis cessit, ad eius concursum referri possìt? Leipzig 1767
- Diss. de privileges feudo adhaerentibus ad subfeudum tacite non extendendis, in specie circa subfeuda Lusatiae. Leipzig 1767
- Diss. de quaestione: An donatio inter vivos legitime facta, ob fupervenientiam liberorum revocari possit? Leipzig 1767
- Diss. de quaestione: Utrum testamentum importunis sollicitationibus factum valeat?  Leipzig 1768
- Diss. de quaestione: Utrum donatio omnium bonorum valeat? Leipzig 1768
- Diss. de quaestione: Utrum testator inventarii consictionem, et iuratam specificationem remittere possit? Leipzig 1768
- Diss. de quaestione: Utrum filius sumtus studiorum conferre teneatur? Leipzig 1768
- Diss. de dote iure Saxonico non conferenda. Leipzig 1768
- Diss. de quaestione: Utrum confessio mariti acceptae dotis id efficiat, ut vidua ad iuramentum suppletorium sit admittenda? Leipzig 1768
- Diss. Exercitatio iuridica quaestionis controversae: Utrum ius Romanum per legem publicam in Germania sit receptum ?  Leipzig 1768
- Diss. de quaestione: Utrum per conditlonem indebiti repeti possint usurae?  Leipzig 1768
- Diss. de quaestione: Utrum divisio exceptionis non numeratae pecuniae in privilegiatara et minus privilegiatam defendi possit ? Leipzig 1768
- Diss. de quaestione: Utrum debitor, qui solutionem in chirographo promisit, exceptione compensationis adhuc uti queat?  Leipzig 1769
- Diss. Quaedam capita feudi, quod Germanici vocatur ein Lehn - Stamm. Leipzig 1769
- Diss. de iure cauponarum bannariarum. Leipzig 1769
- Diss. Analecta de iure detractions speciatim foro Saxonico accommodata. Leipzig 1769
- Diss. de quaestione: Utrum vidua, quae existentibus liberis portionem hereditarìam petit, propria bona conferre teneatur? Leipzig 1769
- Diss. de exheredìtatione bona mente facta. Leipzig 1769
- Progr. An ob spontaneam delinquentis, post tormenta superata, confessionem, poena ordinaria locum habeat?  Leipzig 1769
- Diss. de quaestione: Utrum debitori, quem minor ob viliorem tutori solutam monetam convenit, contra tutorem competat regressus?  Leipzig 1769
- Diss. de quaestione: Utrum delinquens, qui post torturam perpessam delictum, quod antea negaverat, sponte consitetur, poena affici queat? Leipzig 1770
- Diss. de quaestione: Quaenam bona uxoria, probato adulterio, marito innocenti cedant? Leipzig 1770
- Diss. de quaestione: Utrum pacta dotalia invita altera revocali possint?  Leipzig 1770
- Quaestiones de remissione delinquentium. Leipzig 1770
- Diss. de quaestione: Utrum filia cum matre in hereditate patris concurrens, dotem a patre acceptam conferre teneatur? Leipzig 1770
- Diss. de quaestione: Utrum iudex appellanti indulgere, et apostolos gratis dare possit ? Leipzig 1770
- Diss. Quaestiones de iure patronorum ecclesiae individuo. Leipzig 1770
- Diss. de quaestione: Utrum is, qui ab altero in inuria affectus homicidium committit, poenam ordinariam pati teneatur? Leipzig 1770
- Diss. de quaestione: mariti in res uxoris immobiles ex iure Romano, provinciali Saxonico et statutario Soraviensi. Leipzig 1771
- Diss. de quaestione: An et quatenus exceptio veritatis a poena iniuriaruin liberet?  Leipzig 1771
- Diss. de quaestione: Utrum vidua, quae legatum testamento relictum petit, portionem statutariam amittat? Leipzig 1771
- Diss. continent observationes singulares circa pacta emtioni venditioni adiecta. Leipzig 1771
- Diss. Specimen I observationum singularium ad Pandectarum Lib. I. Tit. I et III. Leipzig 1771
- Diss. Specimen II obss. sing. ad Pandect. Lib. I. Tit. IV et V. Leipzig 1771
- Diss. Utrum sidejussor ante solutionem praestitam contra debitorem ad liberandum agere possìt ? Leipzig 1771
- Diss. Utrum in processu inquisitorio contra delinquentem in contumaciam procedere liceat? Leipzig 1771
- Diss. Specimen III obss. singul, ad Pandect. Lib. I. Tit. VI. Leipzig 1771
- Diss. Specimen IV. Singil, ad Pandect.  Lib. I. Tit. VII. Leipzig 1771
- Diss. de quaestione: Utrum foemina, quae intercessionem promisit, ad fìdeiubendum valide adigi queat. Leipzig 1771
- Diss. de eo, quod iuris est circa Dardanarios, et obligatione vasalli erga dominum, nec non domini erga vasallum et subdìtos tempore necessitatis frugum. Leipzig 1771
- Diss. de quaestione: Utrum venditio Geradae in loco, quo eadem in usu est, contracta, efficaciam producat, si foemina eo loco decedat, quo nulla successio Geradae valet ? Leipzig 1771
- Diss. Specimen V obss. sigul. ad Pandect Lib. I. Tit. VIII et .Lib. II. Tit. I. Leipzig 1772
- Diss. de eo, quod iustum est circa pacta successoria reununciativa, eorumque effectum. Leipzig 1772
- Diss. de consensu creditoris in ulteriorem oppignorationem fundi, remissionem pignoris non involveute. Leipzig 1772
- Diss. de beneficio divisìonis correis dcbendi non tributo. Leipzig 1772
- Diss. de quaeftione: Utrum tortura penitus abroganda an tantum limitanda videatur. Leipzig 1772
- Diss. sponsalia clandestina delictum maxime ex statuto Budissiensi sistens. Leipzig 1772
- Diss. ad legem unicam Cod. quando imperator inter pupillos etc. Leipzig 1773
- Progr. sistens quasdam observationes singulares. Leipzig 1773
- Diss. de eo, quod iustum est circa praestationem culpac. Leipzig 1773
- Diss. de diversis quibusdam iuribus ratione successionis in res Geradicas. Leipzig 1773
- Diss. de praeceptis, quae dantur a iudice, eorumque differentia. Leipzig 1774
- Diss. de officio et jure capituli sede vacante. Leipzig 1774
- Diss. de eo, quod justum est circa havariam particularem, secundum Statut. Hamburg. Part. II. Tit. 19 et 20. Leipzig 1774
- Progr. An specialis commendatio obligationem efficiat? Leipzig 1774
- Diss. de quaestione: Utrum foemina Geradam a marito oppignoratam constante matrimonio vindicare possit? Leipzig 1774
- Diss. de quaestione: Utrum promissio dotis a patre facta, existente postea concursu creditorum, effectum habeat? Leipzig 1774
- Diss. Quaeftio iuris controversi : An detur depositum irregulare?  Leipzig 1775
- Diss. de usu actionis de recepto quoad mores hodiernos. Leipzig 1775
- Diss. de eo, quod iustum est circa donationem a debitore ante concursum motum factam. Leipzig 1775
- Diss. de quaestione: Utrum testator cautionem fìdeicommissariam remittere possit? Leipzig 1775
- Diss. de quaestione:  Quando depofitarìo competat ius retention is in depoüto?  Leipzig 1775
- Diss. de quaestione: An detur praesumtio iuris et de iure? Leipzig 1775
- Diss. de iuris vitae ac necis ex servitute orti justitia, secundum iuris naturalis principia. Leipzig 1776
- Diss. de praesumtione mutui ex solutione usurarum petenda. Leipzig 1776
- Diss. An liberis intuitu bonorum maternorum existente concursu in substantia patris cum hypotheca tacita et ius praelationis competat ? Leipzig 1776
- Diss. quale tenipus circa genus monetarum in exfolvendis - legatis fit Ipectandum? Leipzig 1777
- Diss. de quaestione: Utrum donatio inter virum et foeminam facta, iuramento accedente, sit valida? Leipzig 1777
- Diss. de quaestione: Utrum tutor ex debito pupilli conventus id, quod sibi debetur, coinpensare queat? Leipzig 1777
- Diss. de quaestione: Utrum anticipatio usurarum usurariam pravitatem involvat?   Leipzig 1777
- Diss. de iure dotis dominio recte accensendo. Leipzig 1777
- Diss. de quaeftione; An evictionis praestatio in divisione a testatore facta, locum habeat ? Leipzig 1777
- Diss. de pignoratione. Leipzig 1777
- Progr. de usuris rei iudicatae. Leipzig 1777
- Diss. de quaestione: Utrum vidua portionem statutariäm accipieus, mariti heres putanda?  Leipzig 1778
- Diss. de fructibus ad allodium iure Saxonico - elcctorali referendis. Leipzig 1778
- Diss. Observationes circa mutuum. Leipzig 1778
- Diss. de effectu confessionis corpore delicti adbuc incerto. Leipzig 1779
- Diss. de quaestione: Utrum in feuda franco foeminae succedant? Leipzig 1779
- Progr. de tacita prohibitiene detractionis quartao Falcidiai. Leipzig 1779
- Diss. de effectu clausulae codicillaris. Leipzig 1779
- Diss. de culpa ab heredibus tutorum curatorumve tarn ex facto tutoris, quam ex facto proprio conventis, praestando. Leipzig 1779